# Amédée de Bourmont
Pour les articles homonymes, voir Bourmont.
Amédée de Bourmont, né le 14 avril 1860 à Caen et mort le 19 mai 1901 à Paris, est un historien et journaliste français.

## Biographie
Petit-fils du maréchal de Ghaisne de Bourmont, fils de Charles de Ghaisne de Bourmont, officier d'état-major, et de Marie Le Normand de Viette, élève de l’École des Chartes, il y obtient, en 1882, le diplôme d’archiviste paléographe grâce à une thèse sur l’Université de Caen de 1432 à 1521, depuis la fondation par Henri VI, roi d’Angleterre, jusqu’à la réforme par François Ier, dont Léopold Delisle fit l’éloge dans un rapport adressé au ministre de l’instruction publique.
Vers la même époque, Bourmont entreprit, à titre gratuit, un cours de paléographie à l’École normale primaire du Calvados. Dans ce genre d’enseignement tout nouveau, il voulait apprendre aux futurs secrétaires de mairie non seulement à déchiffrer les anciennes écritures, mais surtout à s’intéresser aux archives des communes rurales, aux choses du passé, à la conservation des monuments. À cette occasion, il publia, dès 1881, un album intitulé : Lectures et transcriptions des vieilles écritures. Manuel de paléographie des XVIe, XVIIe et XVIIIe siècles, composé de pièces extraites des collections publiques et particulières et destiné aux instituteurs. Ces débuts heureux le firent attacher comme surnuméraire à la Bibliothèque nationale, poste qu’il occupa quelques années. Puis il se lança dans le journalisme où ses connaissances variées, son ardeur de combativité et sa plume agile et spirituelle, lui valurent une place distinguée au Moniteur Universel et à la Gazette de France. Devenu secrétaire général de la Société bibliographique, il contribua activement aux succès du Polybiblion.
Quoique mort jeune, emporté dans sa quarante-deuxième année par une maladie foudroyante contractée au chevet d’un de ses enfants, Bourmont a été très productif, car, à côté de son labeur journalier d’écrivain politique, qui l’amena sur les bancs de la Haute-Cour, il a laissé des travaux de diplomatique et de pédagogie qui lui ont assuré un souvenir durable dont ceux ayant trait à l’histoire de Caen : La Fondation de l’Université de Caen et son organisation au XVe siècle et la Bibliothèque de l’Université de Caen au XVe siècle : puis la Foire du Pré à Caen. Le premier de ces mémoires, récompensé par une mention honorable de l’Académie des inscriptions et belles-lettres, a été publié en 1883, et le second dans le Polybiblion en 1884.
Il avait été reçu à la Société de l'histoire de France, dans la séance du 2 mars 1880, sur présentation de Louis de Mas Latrie et Jules Quicherat, et de l’Académie des sciences, arts et belles-lettres de Caen, le 5 juin 1880.
Il épouse Christine de Quatrebarbes.

## Publications
- Observations sur les lois militaires existantes et sur leur incompatibilité avec le régime constitutionnel, Montpellier J.-G. Tournel, 1821.
- Lecture et transcription des vieilles écritures : manuel de Paléographie des XVIe, XVIIe et XVIIIe siècles, composé de pièces extraites des Collections publiques et particulières, et destiné aux Instituteurs, Caen, F. Le Blanc-Hardel, 1881, in-8°, 32 p.
- La Fondation de l’Université de Caen et son organisation au XVe siècle, Caen, F. Le Blanc-Hardel, 1883.
- La Bibliothèque de l’Université de Caen au XVe siècle, Paris, aux bureaux du Polybiblion, 1884.
- (la) Index processuum authenticorum beatificationis et canonisationis, qui asservantur in Bibliotheca nationali Parisiensis, Bruxelles, Polleunis, Ceuterick et Lefebvre, 1886.
- Les Ponts de Vaas, Mamers, G. Fleury et A. Dangin, 1887.
- Paléographie & diplomatie, etc. (Congrès bibliographique international, 1888. Extrait du compte rendu des travaux.), Paris, [s.n.], 1888, in-8°, 23 p.
- Juliette de Becdelièvre, comtesse de Bourmont, Rennes, A. Le Roy, 1890.
- L’Exposition de 1900 au point de vue historique, Paris, aux bureaux de la Revue, 1900.
- Le Congrès de Poitiers, Besançon, P. Jacquin, 1901.

- Jules Appert et Comte Amédée de Bourmont, La Lande-Patry, Alençon, E. Renaut de Broise, 1886, 24 p. (présentation en ligne)